# Episodi di Amico mio (seconda stagione)
La seconda stagione di Amico mio è andata in onda in prima visione su Canale 5 nel 1998.
| nº | Titolo              | Prima TV Italia |
| -- | ------------------- | --------------- |
| 1  | Vivrà ancora        | 9 aprile 1998   |
| 2  | Casa casa           | 16 aprile 1998  |
| 3  | Atto d'amore        | 23 aprile 1998  |
| 4  | Ricordi del passato | 30 aprile 1998  |
| 5  | Segreti             | 6 maggio 1998   |
| 6  | Il sogno di Lavinia | 13 maggio 1998  |